# Germán Gabriel
Germán Gabriel Benaches (Caracas, 16 novembre 1980) è un ex cestista e allenatore di pallacanestro spagnolo.

## Carriera
Con la Spagna ha disputato i Campionati europei del 2013.

## Palmarès

### Giocatore
- Liga catalana: 1

Girona: 2006
- FIBA EuroCup: 1

Girona: 2006-07